# Alcis nigroirrorata
Alcis nigroirrorata är en fjärilsart som beskrevs av Embrik Strand 1917. Alcis nigroirrorata ingår i släktet Alcis och familjen mätare. Inga underarter finns listade i Catalogue of Life.